# 戈爾甘縣
戈爾甘縣（波斯語：‎）位於伊朗戈勒斯坦省。該縣的首府是戈爾甘。
根據2006年伊朗的人口普查數據顯示，戈爾甘縣人口為393,887人。2011年的數據顯示為462,455人。 2016年的數據為480,541人。